# 狭叶水锦树
狭叶水锦树（学名：Wendlandia angustifolia）,是印度特有的一种植物。它们分布于泰米尔纳德邦的Tirunelvelli和Courtallum，其栖息地位于低海拔森林且已知生长于河畔。由于在其分布区域展开的广泛搜索未能发现任何个体，狭叶水锦树曾被推测已经灭绝。但在1998年，它们于曾经已知的自然栖息地附近被重新发现。